# Kortik
Kortik (Кортик) è un film del 1954 diretto da Michail Švejcer e Vladimir Jakovlevič Vengerov.

## Trama
Nella piccola città di provincia di Revsk durante la guerra civile, un ragazzo di Mosca Myshko vive con i suoi nonni. Una volta vide come il loro inquilino, il commissario Polevoy, nascondeva una scatola. La banda di Nikitsky attacca la città e cattura Polevy. Nikitskyi chiede di restituire la carta. Il mouse aiuta il commissario a correre. Polevoy gli racconta il segreto del pugnale...